# Stenbock (adelsätt)
Stenbock är namnet på ett antal besläktade svenska adelsätter, varav två är utslocknade medan en, den grevliga, fortlever (dock utomlands) med ättenummer 12 bland grevar på Sveriges Riddarhus.

## Den äldre ätten Stenbock
Den äldre Stenbockssläkten, utdöd redan under medeltiden, härstammade från Jösse Skytte (nämnd 1368-1379, död tidigast 1391), som bodde på Ekornarp i Berga socken i Finnveden i Småland.
Dennes son riksrådet och häradshövdingen Olof Jönsson (död 1455), på Erikstad i Vittaryds socken, var gift med Margareta Krumme och far till riksråden Jösse Olsson (död 1488) på Karjaskylä i Uskela socken i Finland och Gustaf Olsson (död 1492) på Toftaholm i Dörarps socken i Småland.
Efter att den sistnämnde dött utan manliga arvingar var ätten utslocknad på svärdssidan. Via hans dotter Anna, gift med riksrådet Arvid Knutsson (Sparre över stjärna) i Västergötland, skulle namnet och vapnet dock föras vidare via Torpaätten till den yngre Stenbocksätten.

## Torpaätten
| Jöns Bengtssons sparrevapen till vänster och hans sons vapen med sparre över stjärna) |  | Jöns Bengtssons sparrevapen till vänster och hans sons vapen med sparre över stjärna) |
| Jöns Bengtssons sparrevapen till vänster och hans sons vapen med sparre över stjärna) |  |                                                                                       |

Torpaätten eller Torpasläkten har fått sitt namn efter egendomen Torpa stenhus vars äldste med säkerhet kända anfader i häradshövdingen Jöns Bengtsson (sparre) (född på 1340-talet, levde ännu 1412).
Dennes son, väpnaren Arvid Jönsson (död senast  1438) kompletterade faderns vapen (en sparre) med en sexuddig stjärna från sin hustrus vapen, varför detta vapen ofta kallas Sparre över stjärna.
Från Knut Arvidsson ärvdes sätesgården Torpa till sonen Arvid Knutsson till Torpa.
Arvid Knutsson (Sparre över stjärna) son till Knut Arvidsson (Stenbock) och Kerstin Erlandsdotter var svenskt riksråd.  Gift med Anna Gustafsdotter av den äldre Stenbocksätten.
Oavsett namn och startpunkt anges både den friherrliga och grevliga ätten Stenbock och den adliga ätten Drake af Intorp som utgreningar från Torpaätten, vilken därmed försvann ur historien.

## Den yngre (sedermera friherrliga) ätten Stenbock
Olof Arvidsson (Stenbock) död före 1508-08-27, son till Arvid Knutsson till Torpa och Anna Gustafsdotter (Stenbock) var häradshövding i Kind och upptog sin mödernesläkts stenbocksvapen kombinerat med sitt fädernevapen i en kvadrerad sköld, och därmed räknas han som stamfar för ättlingarna till yngre Stenbocksätten. Olof Arvidsson var gift 1503 med Karin Haraldsdotter, dotter till häradshövdingen Harald Lake och Ingrid Nilsdotter (Pil).
Olof Arvidssons son, riksmarsken Gustaf Olofsson till Torpa född mellan 1502 och 1504, död 24 maj 1571 på Strömsholms slott, var svensk friherre, riksråd, riksmarsk och lagman i Västergötland. Han var den förste inom Torpaätten att börja använda släktnamnet Stenbock.
År 1531 åtföljde Gustaf Olofsson den beskickning som hämtade Gustav Vasas första gemål, Katarina av Sachsen-Lauenburg, till Sverige. Han gifte sig 1531 med Brita Eriksdotter (Leijonhufvud) (1514–1572), dotter till Erik Abrahamsson (Leijonhufvud) och Ebba Eriksdotter (Vasa), som i egenskap av syster till drottning Margareta Eriksdotter (Leijonhufvud) blev svägerska till kung Gustav Vasa 1536. Han hade blivit trolovad med Brita av Gustav Vasa vid dennes bröllop med Katarina av Sachsen-Lauenburg.
1552 kom en medlem av ätten Stenbock att nå kunglig status, när den sjuttonåriga Katarina Stenbock blev gift med den 56-årige Gustav Vasa i Vadstena klosterkyrka, ett giftermål in i Vasaätten som säkrade Stenbocksättens status och inflytande.
Efter Gustav Vasas död 1560 upphöjdes Gustaf Olofsson jämte sina söner till friherre vid Erik XIV:s kröning 1561 och fick Kinds och Marks härader i Västergötland, samt anförtroddes Älvsborgs slott och län. Den nu friherrliga ätten fick nummer 1 på Riddarhuset, men utgick när den 1651 upphöjdes till grevlig ätt nummer 12.

## Grevliga ätten Stenbock
De tre bröderna Fredrik, Erik och Gustaf Otto Stenbock (riksråd alla tre) upphöjdes år 1651 i grevlig värdighet av drottning Kristina. Två år senare tilldelades även deras fyra systrar samma värdighet.
Alla nu levande Stenbockar härstammar från fältmarskalk Magnus Stenbock (1663-1717), som var son till ovannämnde Gustaf Otto och vars hustru var grevinnan Eva Magdalena Oxenstierna af Korsholm och Wasa, vars mor tillhörde makens släkt Stenbock. 
En son till dessa, Fredrik Magnus Stenbock flyttade till Estland där han blev lantråd och där en ättegren kom att fortleva. Hans hustru var Ebba Margareta De la Gardie, dotter till Adam Carl De la Gardie och systerdotter till Arvid Horn. De upptogs på Estlands riddarhus, och ättlingarna finns förtecknade i baltiska adelskalendrar; hans gren kom i Estland och Ryssland att genom ingifte kalla sig Stenbock-Fermor och Essen-Stenbock-Fermor. Jakob Pontus Stenbock lät uppföra Stenbockska huset på Domberget i Reval (Tallinn), i modern tid känt som byggnaden för Estlands regeringskansli.
Magnus Johann Stenbock (1768–1834), son till Jakob Pontus Stenbock, ärvde 1828 slottet Nītaure 70 kilometer nordost om Riga, av sin mor Sarah Fermor, dotter till Wilhelm von Fermor. Magnus Johann Stenbock tog då namnet greve Stenbock-Fermor vilket 1835 skrevs in som ryskt grevligt adelspatent. Kända medlemmar av denna gren är Alexander Stenbock-Fermor (1902–1972), motståndsman och författare, och Nils Stenbock-Fermor (1904–1969), tecknare och målare av scenbakgrunder.
Den i Finland fortlevande ätten härstammar från Fredrik Magnus Stenbocks bror landshövdingen Gustaf Leonhard Stenbock till Mörby, Rånäs och Hellerö, som till hustru hade grevinnan Fredrika Eleonora Horn af Ekebyholm, dotter till Arvid Horn och Margareta Gyllenstierna, dotter till Nils Karlsson Gyllenstierna. 
En i senare tid känd medlem av släkten var författaren och debattören Magnus Stenbock som ärvde gården på Herrborum i Östergötland av sin mor 1969 och var bosatt där fram till sin död. Efter dennes död 2007 utdog ätten Stenbock i Sverige, men flera grenar av den fortlever i andra länder, huvudmannagrenen främst i Finland.